# Nacionalni park Enos
Nacionalni park Enos (grč. Εθνικό Oρος Αἶνος) u kome centralno mesto zauzima planina Enos (grč. Oρος Αἶνος) po kojoj je nacionalni park i dobio ime, jedan je od mnogobrojnih zaštićenih prorodnih sredina Grčke i rezervat biosfere  na ostrvu Kefalonija u Jonskom moru. Park  predstavlja glavnu turističku atrakciju u ovom delu Grčke za sve turiste avanturističkog duha.

## Naziv i legende
Planina Enos kao najviša tačka jonskog ostrvlja koja se izdiže se čitavu milju nad peščanim obalama Kefalonije, u pradavna vremena, bila je svetilišta posvećeno grčkim božanstvima. 
Legenda o bogovima
Legenda o bogovima zasniva se na pretpostavci da su na najvišem od svih vrhova planine Enos prinošene žrtve gromovniku Zevsu; i da se zato taj vrh zove Megas Soros - „velika gomila", po životinjskim kostima koje bi ostajale nakon verskih žrtvenik obreda. Pošavši od ovoga smatra se da i ime cele planine, Enos - „molitva" - vuče korene otuda.
Legenda o zmaju
Legenda o zmaju Ainosu, jedna je od najpoznatijih među meštanima Kefalonije, po kojoj se verovalo da na planini Enos među ogromnim sivim stenama živi zmaj. Za ulegnuće u jednoj ogromnoj steni govorilo se da je otisak njegove glave, načinjene dok je čekao svoje žrtve.

## Zaštita
Planina Enos je proglašen nacionalnim parkom 1962. godine, pre svega da bi se sačuvla njena prioda od moguće devastcije i obezbedio opstanak retkih vrsta flore i faune, koja nastanjuju ovo područje, a najviše zahvaljujući varijetetima četinara koji se mogu videti samo ovde i krdima poludivljih konja koji jure planinskim putevima Parka.

## Geografija
Kefalonija, na kojoj se nalazi Nacionalni park Enos je najveće ostrvo iz grupe Jonskih ostrva. Ukupna površina ostrva je 904 km². Ostrvo je odvojeno od bliske i manje Itake na istoku kanalom dužine 8,5 km a širine od 2 do 4,8 km. Obala je duga i razuđena. To se najviše odnosi na postojanje zaliva na jugozapadnoj obali, koji duboko zalazi u ostrvo i deli ga na veći (istočni) i manji (zapadni) deo.
Kefalonija je uglavnom krševita i brdovita. Šume su retke. Najveća planina je Enos, u južnom delu ostrva, sa najvišim vrhom 1.628 m n.v. koja je ujedno najviša tačka zapadne obale jonskog mora.
Nacionalni park Enos koji je 1962. godine proglašen za nacionalni park Kefalonije, zapravo najvećim delom čini planina Enos, koja se sa svojim biodiverzitetom nalazi na južnoj strani Kefalonije najvećeg ostrva Jonskog arhipelaga na površini od 780 km² Oko planine Enos postoji i nekoliko malih plodnih dolina.

### Geomorfologija planine Enos
Enos je kratki planinski lanac koji sadrži glavnu kopnenu masu Kefalonije. Smeštena je na jugoistočnom delu ostrva i pruža se u smeru severozapad—jugoistok. Njen greben koji prelazi 1.000 m nadmorske visine pruža se poput kičmene moždine kroz južni dio ostrva u dužini od oko 11 km. Njen najviši vrh je Megas Soros (1.623 m.), a ostali su Stavros (1.532 m.), Kroukoubias (1.508 m.), Vounos (1.312 m.), Vigla (1.050 m.) i Kefali Petri (1.025 m.).

### Geografska prošlost
Tokom mezozojske ere, pre otprilike 225 miliona godina, današnje planinsko područje Kefalonije bilo je prekriveno vodama okeana Tetis, koje je obuhvatalo celu današnju Grčku, i sastojalo se od alpske geosinkline. Okean Tetis bio je dugačak hiljadu kilometara, široko 1.500 km i paralelno s Ekvatorom, nalazilo se između dva velika kontinenta, Laurazije, na severu i Gondvane, na jugu. U dubini Tetisa, sedimenti su se neprestano taložili na njegovom dnu, jer su u njegovim vodama živele mnogobrojne vrste organizama u velikom broju. Njihove školjke, ljušture i skeleti neprestano su se taložile u sedimentu i pod velikim pritskom vode fosilizirali.
Krajem mezozojske ere (pre oko 65 miliona godina) nastalo je razdoblje intenzivnih pokreta zemljine kore koje je počelo da utiče na čitav region okena Tetisa. Ti tektonski pokreti, koji se i danas održavaju, rezultovali su formiranjem savremenog helenskog krajolika. Nastanak planinske mase Enosa odvijao se u kasnijem razdoblju postepeno kao rezultat gore navedenih tektonskih pokreta. Taku su nastale stenska mase Enosa sastavljene od laporca, krečnjaka i dolomita koji pripadaju geotektonskoj zoni Paxos (ili Preapulίan), a javljaju se u formacijama tankih do debelih slojeva bogato prožetih fosilima.
Prema tome glavnu stensku nmasu Enosa čine krečnjaci i dolomiti, čije se poreklo proteže od krede do paleogena. Krečnjak iz doba krede koji je podložan da postane krš, slojevevit je i često ispresecan podzemnim kraških šupljina. Na površini je puno laporca. Kombinacija laporca i podzemnih šupljina formira kraška polja u podnožju istočnih padina Enosa na 390 metara nadmorske visine sa brojnim pećinama. To je razlog zašto na masivu, osim nekoliko izvora površinske vode, postoje i brojni dubinski kraški izvori.
Neravnomerna strmina južnih i jugozapadnih padina i ostalih manje strmih padina posledica je uglavnom erozivnih procesa usled istočne orijentacije krednih slojeva kalcita, izloženih većim padavina u planinama, na istočnoj obali, koje se akumuliraju a zatim dreniraju preko bunara i drugih podzemnih šupljina.

### Klima
Klima na ostrvu je sredozemna sa dugim i toplim letima s malo kiše i temperaturama koje se razlikuju zavisno o nadmorskoj visini, čiji prosek u toploj sezoni ostaje ispod 22 °C. Od januara do februara temperatura pada i kreće se oko 1 °C, a u julu dostiže 26,5 °C. i blagim i kišovitim zimama. Sneg obično pada od decembra do marta. 
| Klima Argostoli (1981–2010) | Klima Argostoli (1981–2010) | Klima Argostoli (1981–2010) | Klima Argostoli (1981–2010) | Klima Argostoli (1981–2010) | Klima Argostoli (1981–2010) | Klima Argostoli (1981–2010) | Klima Argostoli (1981–2010) | Klima Argostoli (1981–2010) | Klima Argostoli (1981–2010) | Klima Argostoli (1981–2010) | Klima Argostoli (1981–2010) | Klima Argostoli (1981–2010) | Klima Argostoli (1981–2010) |
| Pokazatelj \ Mesec          | .Jan.                       | .Feb.                       | .Mar.                       | .Apr.                       | .Maj.                       | .Jun.                       | .Jul.                       | .Avg.                       | .Sep.                       | .Okt.                       | .Nov.                       | .Dec.                       | .God.                       |
| --------------------------- | --------------------------- | --------------------------- | --------------------------- | --------------------------- | --------------------------- | --------------------------- | --------------------------- | --------------------------- | --------------------------- | --------------------------- | --------------------------- | --------------------------- | --------------------------- |
| Maksimum, °C (°F)           | 14,3 (57,7)                 | 14,1 (57,4)                 | 15,7 (60,3)                 | 18,5 (65,3)                 | 22,9 (73,2)                 | 27,0 (80,6)                 | 29,5 (85,1)                 | 29,9 (85,8)                 | 26,9 (80,4)                 | 23,5 (74,3)                 | 19,0 (66,2)                 | 15,5 (59,9)                 | 21,5 (70,7)                 |
| Prosek, °C (°F)             | 11,3 (52,3)                 | 11,1 (52)                   | 12,3 (54,1)                 | 14,9 (58,8)                 | 19,7 (67,5)                 | 22,6 (72,7)                 | 25,1 (77,2)                 | 25,7 (78,3)                 | 23,0 (73,4)                 | 19,9 (67,8)                 | 15,9 (60,6)                 | 12,6 (54,7)                 | 17,8 (64)                   |
| Minimum, °C (°F)            | 8,3 (46,9)                  | 8,0 (46,4)                  | 9,0 (48,2)                  | 11,2 (52,2)                 | 14,5 (58,1)                 | 18,2 (64,8)                 | 20,6 (69,1)                 | 21,6 (70,9)                 | 19,1 (66,4)                 | 16,3 (61,3)                 | 12,8 (55)                   | 9,7 (49,5)                  | 14,2 (57,6)                 |
| Količina kiše, mm (in)      | 93,1 (3,665)                | 100,0 (3,937)               | 66,6 (2,622)                | 49,7 (1,957)                | 20,4 (0,803)                | 10,5 (0,413)                | 1,3 (0,051)                 | 5,6 (0,22)                  | 31,3 (1,232)                | 94,7 (3,728)                | 155,9 (6,138)               | 150,0 (5,906)               | 779,1 (30,672)              |
| Dani sa kišom (≥ 1.0 mm)    | 9                           | 9                           | 9                           | 5                           | 3                           | 1                           | 0                           | 1                           | 3                           | 7                           | 11                          | 12                          | 70                          |
| Izvor: meteo-climat-bzh     |                             |                             |                             |                             |                             |                             |                             |                             |                             |                             |                             |                             |                             |

### Flora i fauna
Park je izuzetno bogat florom i faunom, koja je karakteristična za Sredozemlje. Šumska flora obuhvaća i mnoge vrste divljih cvetnica i gljiva, a njenu faunu čine razne vrste gmizavaca, ptica poput detlića i jastreba, kao i sisara.
Kako je planina Enos bogato stanište prepuno podzemnih kanala koji tokom zime prikupljaju kišnicu, jedan deo ostrva obilno se snabdeva vodom koja ga čini zelenim uprkos dugim, toplim i sušnim periodima tokom godine, i pogodnim za opstanak brojnih biljnih i životinjskih vrsta.

#### Flora
Nacionalni park Enos nije poznat samo zbog svoje nadmorske visine, već i zbog prisutnosti poznate šume obrasle Grčkim ili kefalonijskim borom (Abies cephalonica) koja je glavni element vegetacijskog pokrova na najvećoj visini planine. Abies cephalonica je grčka endemska vrsta, a planina Enos je njegov „locus classicus".
Šumska površina Enosa koja se prostire na 2.826 hektara, isključivo je prekrivena jedinstvenim kefalonijskim borom (Abies cephalonica), pravog stabla, bogate krošnje u obliku piramide sa karakterističnim borovim iglicama. Vrsta zadržava svoju čistoću na Kefaloniji jer je zaštićena izolacijom ostrva od ostalih delova Grčke.
Glavna staništa flore
Područje ovog lokaliteta sastoji se od tri glavna staništa:
- šuma Abies cephalonica, najčešće na umerenim nadmorskim visinama, pomešana je s vrstama vegetacije tipa makije;
- stenovite padine za koje je karakteristična gušća vegetacija, ali sa samo nekoliko vrlo važnih vrsta,
- stenovitog vrha i nepošumljenog područje na kojem se nalazi većina endemskih vrsta kefalonske i jonske flore.[10]

Kefalonska i jonska flora zastupljena u Parku
- Abies cephalonica
- Ajuga orientalis aenesia
- Alkanna corcyrensis
- Arbutus unedo
- Arenaria guicciardii
- Astragalus cephalonicus
- Astragalus sempervirens cephalonicus
- Campanula garganica cephallenica
- Centaurea alba albanica
- Cerastium candidissimum
- Crocus hadriaticus
- Erysimum cephalonicum
- Galium peloponnesiacum
- Geocaryum peloponnesiacum
- Paronychia albanica graeca
- Petrorhagia fasciculata
- Pistacia lentiscus
- Poa cephalonica
- Phlomis fructicosa
- Quercus coccifera
- Scaligeria moreana
- Scutellaria rubicunda ikarica
- Silene ionica
- Silene ungeri
- Thymus holosericeus
- Viola cephalonica

- Campanula garganica ssp cephallenia
- Fritillaria mutabilis
- Crocus sieberi sublimis
- Viola cephalonica

- Lactarius deliciosus
- Lycoperdon perlatum

#### Fauna
Od faune u parku žive specifične vrste gmizavaca krtica Talpa caeca i šakala Canis aureus, koji su grožene vrste i svrstane u kategorije "Nedovoljno poznate vrste" i "Ranjive" u grčkoj crvenoj knjizi podataka.
Gušter Algyroides moreoticus je endemičan za Grčku, i spominje se u Bernskoj konvenciji ali i u deklaraciji predsednika Grčke 67/1981 (o motivaciji D). Beskičmenjaci na ovom području, kao što je npr. Saturnia pyri zaštićena je IUCN crvenom listom i Evropskom crvenom listom globalno ugroženih životinja i biljaka.
Na planini živi izvestan broj divljih konja, za koje se veruje da su potomci izumrle pasmine iz Tesalije. Ovi kako ih mnogi zovu Enosovi konji, su vrsta koja kojoj preti izumiranje. Pripadaju rodu konja Pindos, malim snažni i konjima velike izdržljivosti. Oni žive na području manastira Zoodochos Pygi, koji se nalazi između jugoistočnih vrhova planine Ainos, u blizini jedinog izvora vode na planini.
- Equus ferus caballus
- Buteo buteo
- Saturnia pyri

- Morimus asper
- Limenitis reducta
- Parus ater

Gajene kulture
Gajene kulture zastupljene su u nekoliko malih dolina - maslina, vinova loza, agrumi, povrće i voće. Planina Enos izuzetno pogoduje za rast čuvene sorte grožđa Robola, od koga se proizvodi poznato vino u vinariji u podnožju planine, koja se možete posetiti, i u njoj degustirati i kupoviti vino.

## Legende
O impozantnoj planini Enos u grčkom narodu postoje brojne legende. Po nekima od njih, veruje se:
- da je nekada u stenama planine živeo strašan zmaj Lukisas,
- da koze koje tu žive imaju zlatne zube.

## Literatura
- Joseph Partsch: Kephallenia und Ithaka – eine geographische Monographie. In: Petermanns Mitteilungen. Ergänzungsband, Gotha 1890, S. 1–108.

## Spoljašnje veze
- Mediji vezani za članak Nacionalni park Enos na Vikimedijinoj ostavi